# Spielercharakter

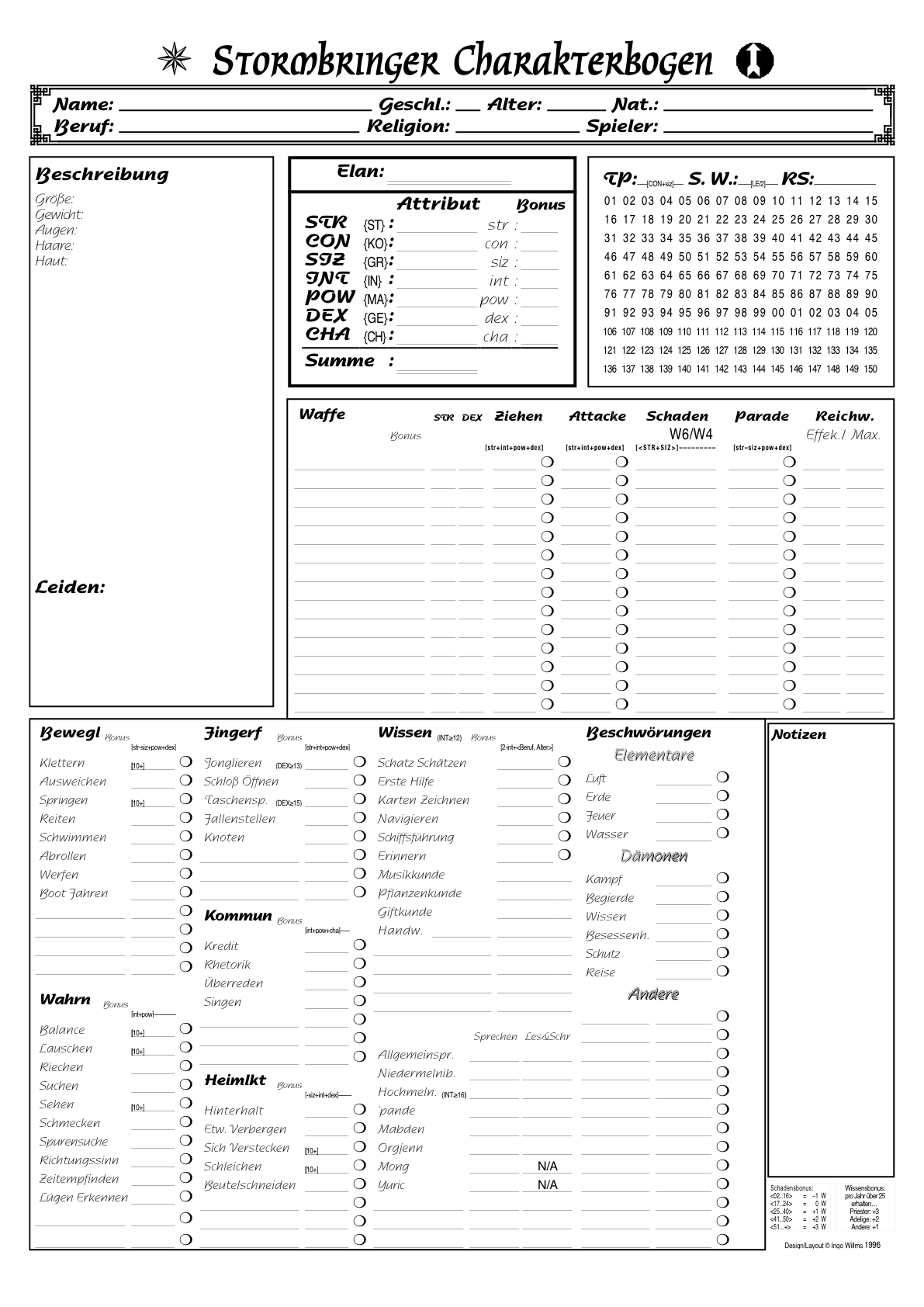
Ein Charakterblatt des Spiels Sturmbringer, Werte und Beschreibungen werden hier notiert.

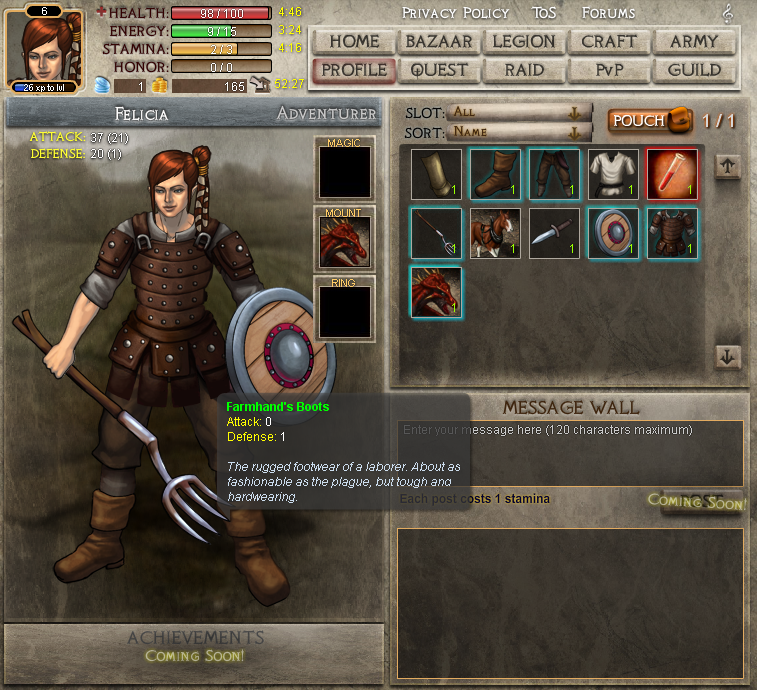
Ein Charaktermenu, hier des Facebook-Spiels Dawn of the Dragons

Der Spielercharakter (oft abgekürzt als SC, PC oder Char von englisch player character) ist eine fiktive Figur in Pen-&-Paper-Rollenspielen und bei den davon abgeleiteten Live-Action-Rollenspielen (LARP) und Computer-Rollenspielen, welche von einem Spieler gesteuert bzw. gespielt wird.
Jeder Spielercharakter besitzt Eigenschaften, die ihn näher beschreiben und ihm eine individuelle Persönlichkeit verleihen sollen, wie zum Beispiel Name, Geschlecht, Größe, Beruf oder Herkunft. Häufig sind dies auch Attribute (attributes) wie Stärke oder Intelligenz und davon abgeleitete Fertigkeiten (skills) wie Fährtenlesen oder Kochen, die bei der Erschaffung festgelegt oder ausgewürfelt werden. Die Höhe der Attribute und wie gut man eine solche Fertigkeit beherrscht, wird meist durch Zahlenwerte ausgedrückt und auf einem Charakterbogen eingetragen. Ein Spielercharakter hat dabei je nach Spielsystem eine unterschiedliche Anzahl Attribute und Fertigkeiten. Einfache Systeme kennen nur drei Eigenschaften, während komplexe Systeme einem Charakter durchaus mehrere hundert zuordnen. Moderne Systeme gehen zunehmend dazu über, andere Dinge wie Beziehungen und Charakterzüge als Eigenschaften zu behandeln.
Die Mitspieler und der Spielleiter erwarten, dass der Spieler seinen Spielercharakter passend zu diesen Eigenschaften spielt und gestaltet. Es kann durchaus vorkommen, dass Spielercharaktere sterben oder sich zur Ruhe setzen. Neue Spielercharaktere werden dann generiert, meist bedarf dies der Zustimmung des Spielleiters und der Gruppe. Die Spieler erschaffen oftmals ihrem eigenen Wesen entgegengesetzte Spielercharaktere, was auch das andere Geschlecht einschließt.
Das Gegenteil zum Spielercharakter ist der Nicht-Spieler-Charakter.